# Лети, татенце, лети
Лети, татенце, лети (на корейски: 플라이대디, на английски: Fly, Daddy, Fly) е южнокорейски филм от 2006 г. с участието на И Джун Ги и И Мун Шик. Режисиран е от Че Чонг Те и продуциран от Dyne Film-Guardtec. За участието си в този филм И Джун Ги получава едва 100 милиона вона – сума, която е доста ниска в сравнение с нарастващата популярност на актьора след филма Кралят и клоунът. Това се дължи на факта, че договорът му е подписан в началото на декември 2005 г., преди премиерата на Кралят и клоунът, когато Джун Ги е все още неизвестен актьор.

## Сюжет
Чанг Га Пил (И Мун Шик) е баща на средна възраст и обикновен служител. Един ден той се връща у дома и разбира, че неговата 17-годишна дъщеря е била нападната от група момчета в караоке бар. Групата хулигани се ръководи от бокс звездата Канг Те Ук, чийто баща е влиятелен конгресмен. Чанг Га Пил осъзнава, че не може да получи справедливост поради скромния си произход и липсата на пари. Затова планира да намушка Канг Те Ук на път за училище и така да отмъсти за дъщеря си. Но опитът му се проваля.
Тогава бащата се запознава с гимназиста Го Сънг Сук (И Джун Ги), който е единственият човек, победил Канг Те Ук на боксовия ринг. Сънг Сук се съгласява да тренира Чанг Га Пил и да го научи да се бие – за целта има само 45 дни. Ще успее ли Чанг Га Пил да отмъсти за дъщеря си на боксовия ринг?

## Актьорски състав
- И Джун Ги – Го Сънг Сук
- И Мун Шик – Чанг Га Пил
- И Джу – Канг Те Ук
- Нам Хьон Джун – О Се Чонг
- Ким Джи Хун – Че Су Бин
- Ким Со Ън – Чанг Да Ми
- Чо Сонг Ха – Ча Джу О